# Odznaczenia łowieckie

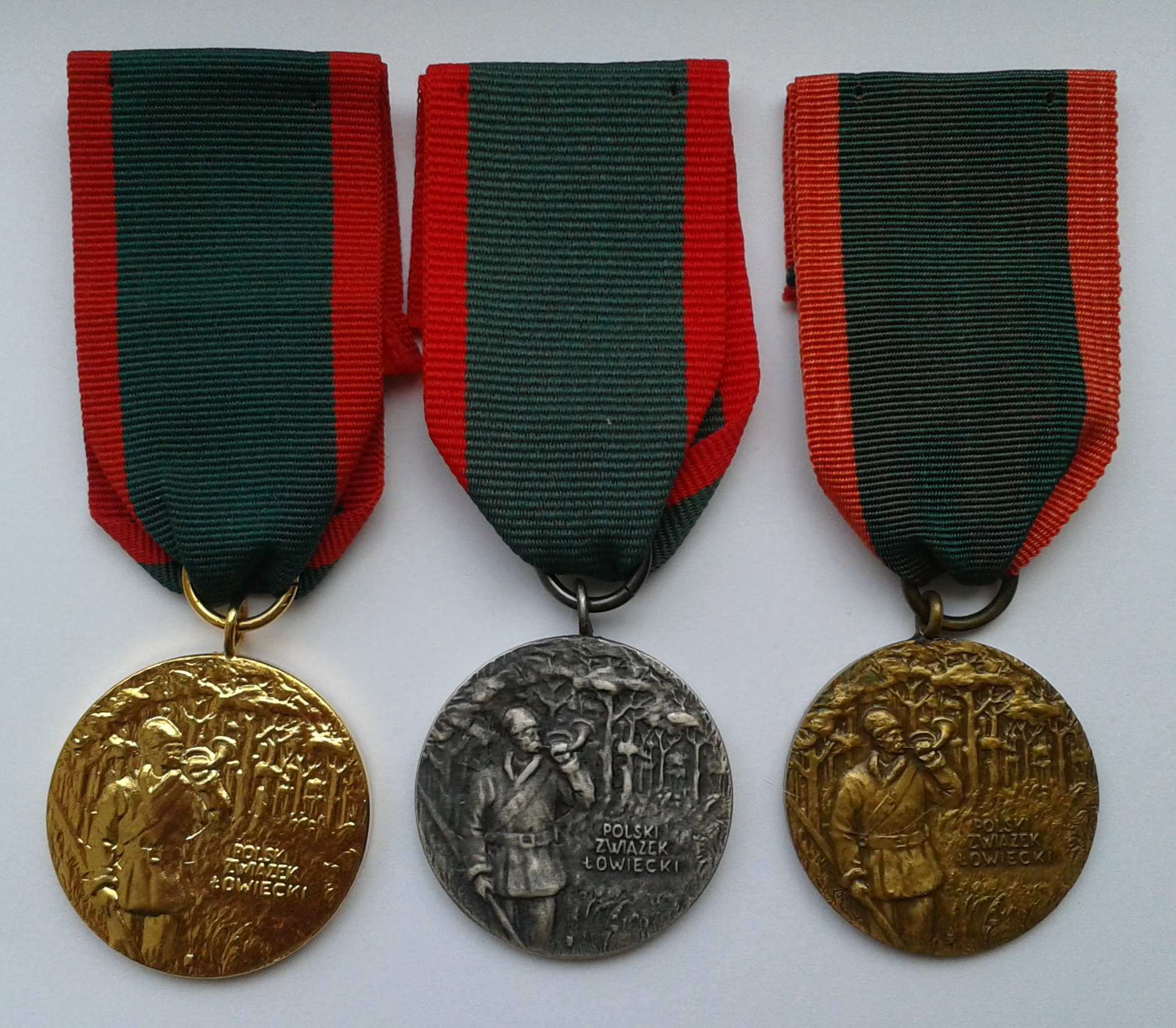
Medal Zasługi Łowieckiej komplet

Istniejący w Polskim Związku Łowieckim system odznaczeń łowieckich nawiązuje do tradycji organizacji sięgających lat dwudziestych XX wieku.
Na system ten składają się poniższe odznaczenia.

## „Złom”
Odznaczenie łowieckie „Honorowy Żeton Zasługi” (określany jako „Złom”) – ustanowione 28 listopada 1929 roku uchwałą Wydziału Wykonawczego Polskiego Związku Stowarzyszeń Łowieckich.

## Medal Zasługi Łowieckiej
Regulamin przyznawania medali zasługi łowiectwa, zatwierdzony przez Wydział Wykonawczy 11 grudnia 1929 roku. Dzień ten został uznany za datę ustanowienia istniejącego do dzisiaj Medalu Zasługi Łowieckiej.
Medal posiada trzy stopnie:
- III stopień – Brązowy Medal Zasługi Łowieckiej,
- II stopień – Srebrny Medal Zasługi Łowieckiej,
- I stopień – Złoty Medal Zasługi Łowieckiej.

## Odznaka „Za zasługi dla Łowiectwa”
Odznaka za Zasługi dla Łowiectwa ustanowiona przez X Krajowy Zjazd Delegatów PZŁ w roku 1966.
„Odznakę za Zasługi dla Łowiectwa nadaje się osobom i instytucjom spoza Zrzeszenia za popularyzację i upowszechnianie idei łowiectwa w społeczeństwie.”

## Medal św. Huberta
Ustanowione w roku jubileuszu 70-lecia PZŁ uchwałą Naczelnej Rady Łowieckiej PZŁ w dniu 16 grudnia 1992 roku najmłodsze odznaczenie łowieckie – Medal św. Huberta.
- Medal Świętego Huberta nadaje się za szczególne osiągnięcia w zakresie propagowania kultury i sztuki łowieckiej, a w szczególności za: prace naukowe, dorobek literacki i publicystyczny oraz osiągnięcia w sztuce o tematyce łowieckiej, osiągnięcia szkoleniowe, popularyzację wiedzy, tradycji i kultury łowieckiej. Medal św. Huberta jest nadawany przez Kapitułę Odznaczeń Łowieckich co 5 lat z datą 3 listopada – począwszy od roku 1993.
- Medal został zaprojektowany przez małżeństwo plastyków Rosanę i Andrzeja Nowakowskich, a wykonany został w warsztacie grawerskim inż. Ludwika Kozerskiego[1].
- Pierwsze pięć sztuk zostało wykonanych w srebrze, następne w tombaku srebrzonym i platynowanym. Wszystkie medale są numerowane, tymi samymi numerami opatrzone są legitymacje[1].

## Medal za 50 lat członkostwa w PZŁ
Pamiątkowy medal nadawany za 50 lat członkostwa w PZŁ.

## Zasady noszenia odznaczeń
Do stroju organizacyjnego przypina się odznaczenia, odznaki i oznaki organizacyjne.
- Złom przywieszany jest 3 cm centralnie nad wpustem kieszeni,
- Medal św. Huberta nosi się na szarfie na szyi, ewentualnie wpina nad wpustem kieszeni,
- odznaczenia łowieckie, lub ich baretki przywieszane są 1 cm nad wpustem kieszeni, odznaczenia regionalne przypina się na kieszeni, na niej też ewentualnie przypinamy inne organizacyjne odznaki i oznaki. Do lewej klapy wpinamy oznakę PZŁ. Członkowie honorowi wpinają Odznakę Członka Honorowego zawierającą oznakę PZŁ. Do prawej klapy wpinamy oznakę koła lub klubu łowieckiego.
- Do stroju organizacyjnego nie należy przypinać nadmiaru odznaczeń, odznak i oznak.

## Oznaczenia na mundurach łowieckich
Strój organizacyjny członka PZŁ składa się z marynarki, letniej koszuli i spodni (dla pań spódniczki) koloru zielonego oraz płaszcza jesienno-zimowego, uszytych
według wzoru zatwierdzonego przez NRŁ.
- Do stroju obowiązuje biała koszula, zielony gładki krawat, na którym ewentualnie może być umieszczone logo PZŁ, czarne buty, czarny pasek oraz czarne lub

ciemnozielone skarpetki.
- Do stroju przynależy zielony sznur zakończony ozdobna metalowa kocówka z oznakami PZŁ (według wzoru zatwierdzonego przez NRŁ), noszony z prawego ramienia do pierwszego od góry guzika zapinającego marynarkę. Uzupełnieniem stroju może być kordelas zawieszony pionowo na rapciach wzdłuż szwu lewej nogawki spodni, tak aby rękojeść była widoczna na tle marynarki.
- Umieszczone na kołnierzu dystynkcje określają pozycje myśliwego w organizacyjnej hierarchii.

Złote
- Stylizowana gałązka jedliny z szyszkami oraz obszyciem obrzeży kolorem karminowym

1. Prezes NRŁ,
2. Łowczy Krajowy

- Stylizowana gałązka jedliny z szyszkami oraz obszyciem obrzeży w kolorze dystynkcji

1. członkowie honorowi PZŁ,
2. wszyscy członkowie organów krajowych PZŁ (Naczelna Rada Łowiecka, Zarząd Główny PZŁ, Główny Sąd Łowiecki, Kapituła Odznaczeń Łowieckich, Główna Komisja Rewizyjna, Główny Rzecznik Dyscyplinarny)

- Stylizowana gałązka jedliny bez szyszek oraz obszyciem obrzeży w kolorze dystynkcji

1. członkowie stałych komisji problemowych Naczelnej Rady Łowieckiej

Srebrne
- Stylizowana gałązka jedliny z szyszkami oraz obszyciem obrzeży kolorem karminowym

1. Prezes Okręgowej Rady Łowieckiej
2. Łowczy Okręgowy

- Stylizowana gałązka jedliny z szyszkami oraz obszyciem obrzeży w kolorze dystynkcji

1. wszyscy członkowie organów okręgowych PZŁ (Okręgowa Rada Łowiecka, Zarząd Okręgowy PZŁ, Okręgowy Sąd Łowiecki, Okręgowa Komisja Rewizyjna, Okręgowy Rzecznik Dyscyplinarny)

- Stylizowana gałązka jedliny bez szyszek oraz obszyciem obrzeży w kolorze dystynkcji

1. członkowie stałych komisji problemowych Okręgowej Rady Łowieckiej

Zielone
- Stylizowana gałązka jedliny z szyszkami oraz obszyciem obrzeży kordonkiem w kolorze dystynkcji

1. Prezesi kół łowieckich
2. Łowczowie

- Stylizowana gałązka jedliny bez szyszek oraz obszyciem obrzeży w kordonkiem kolorze dystynkcji

1. pozostali członkowie PZŁ

Po wygaśnięciu pełnienia funkcji prawo noszenia dystynkcji pozostaje. Dystynkcja różni się wówczas od dotychczasowej brakiem obszycia obrzeza. Nie dotyczy to
Prezesa NRŁ i Łowczego Krajowego, którzy zachowują noszona dystynkcje dożywotnio.
| Dystynkcje Łowieckie | Dystynkcje Łowieckie | Dystynkcje Łowieckie |
| -------------------- | -------------------- | -------------------- |
| Złote dystynkcje     | Srebrne dystynkcje   | Zielone dystynkcje   |

## Zasady nadawania odznaczeń łowieckich
Skład Kapituły Odznaczeń Łowieckich (zwany w dalszym ciągu Kapituła) oraz sposób podejmowania uchwał określa Statut Polskiego Związku Łowieckiego. Siedziba Kapituły jest siedziba Polskiego Związku Łowieckiego.
Medale i odznaczenia przyznawane są za:
- wydajną i długotrwałą pracę organizacyjną w organach i władzach Polskiego Związku Łowieckiego,
- osiągnięcia w gospodarce łowieckiej ze szczególnym uwzględnieniem hodowli i ochrony zwierzyny,
- ewidentne rezultaty w ochronie środowiska,
- prace naukowe, dorobek literacki i publicystyczny oraz osiągnięcia w sztuce o tematyce łowieckiej,
- walkę z kłusownictwem,
- osiągnięcia szkoleniowe, popularyzację wiedzy tradycji i kultury łowieckiej,
- osiągnięcia w strzelectwie myśliwskim,
- znaczące osiągnięcia w hodowli i tresurze psa myśliwskiego,
- postawę etyczną,

## Odznaczenia Okręgowych Zarządów PZŁ

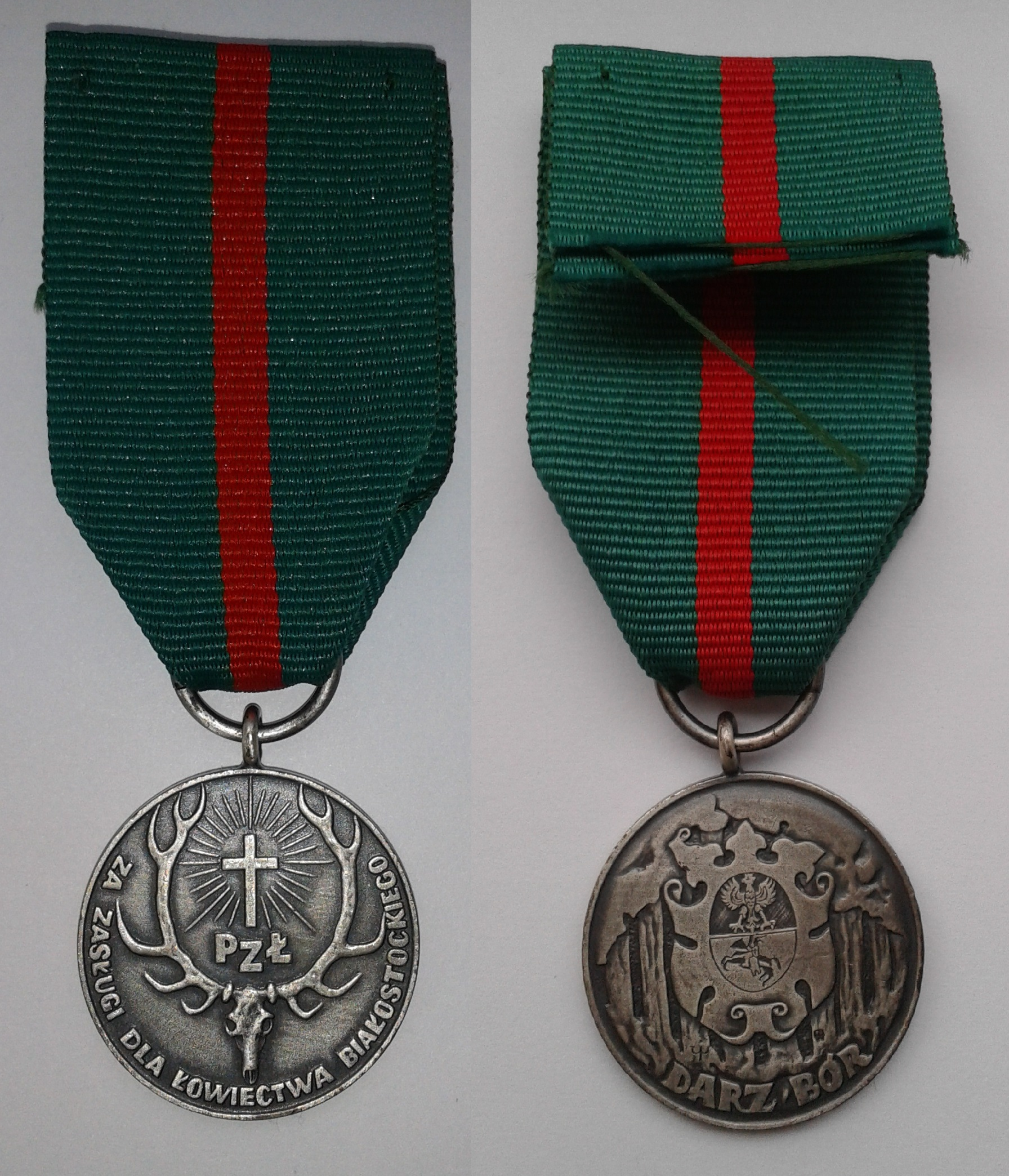
Srebrny Medal Za Zasługi dla Łowiectwa Białostockiego awers i rewers

- Medal „Zasłużony dla łowiectwa tarnobrzeskiego”
- Medal „Za zasługi dla łowiectwa białostockiego”
- Medal „Za zasługi dla łowiectwa wrocławskiego”
- Medal „Za Zasługi dla Łowiectwa – ORŁ Suwałki”
- Medal „Zasłużony dla Łowiectwa Ziemi Szczecińskiej”
- Medal „Zasłużony dla Łowiectwa Ziemi Koszalińskiej”
- Medal „Zasłużony dla Łowiectwa Zielonogórskiego”
- Medal „Zasłużony dla Łowiectwa Okręgu Chełmskiego”
- Medal „Za Zasługi dla Łowiectwa Lubelszczyzny”
- Medal „Zasłużony dla Łowiectwa Okręgu Przemyskiego”
- Medal „Za Zasługi dla Łowiectwa Łódzkiego”
- Medal „Zasłużony dla Łowiectwa Łódzkiego w 70-lecie PZŁ”
- Medal „60 lat Działalności Wojewódzkiej Rady Łowieckiej w Łodzi”
- Medal „Odznaczenie Zasłużony dla Łowiectwa Ziemi Gdańskiej”
- Medal „Zasłużony dla Łowiectwa Krośnieńskiego”
- Medal „Zasłużony dla Łowiectwa Płockiego”
- Medal „Zasłużony dla Łowiectwa Kaliskiego”
- Medal „Zasłużonemu dla Łowiectwa Warmii i Mazur”
- Medal „Za Zasługi w Rozwoju Łowiectwa Wielkopolskiego”
- Medal „Zasłużonemu dla Łowiectwa Słupskiego”
- Medal „Za Zasługi dla Łowiectwa Krakowskiego”
- Medal „Za Zasługi dla Łowiectwa w Siedlcach”
- Medal „Zasłużony dla Łowiectwa na Zamojszczyźnie”
- Medal „Za Zasługi dla Łowiectwa Elbląskiego Okręgu PZŁ”
- Medal „Zasłużony dla Piotrkowskiego Okręgu Łowieckiego”
- Medal „Zasłużony dla Łowiectwa Częstochowskiego”
- Medal „Zasłużony dla Łowiectwa ORŁ w Tarnowie”
- Medal „Za Zasługi dla Łowiectwa Ziemi Koszalińskiej”
- Medal „Za Zasługi dla Łowiectwa Okręgu Ostrołęckiego”
- Medal „Za Zasługi dla Łowiectwa Słupskiego”
- Medal „Za Zasługi dla Łowiectwa Legnickiego”
- Medal „Zasłużony dla Łowiectwa ORŁ Krosno”
- Medal „Zasłużony dla Łowiectwa na Zamojszczyźnie”
- Medal „Zasłużony dla Łowiectwa Dolnośląskiego” (nie nadawany)
- Medal „Zasłużony dla Łowiectwa Wałbrzyskiego”

## Inne ważniejsze odznaczenia łowieckie
- Odznaka Klubu Kolekcjonera i Kultury Łowieckiej[2]